# Luxaviation
Luxaviation — люксембургская авиакомпания, работающая по принципу воздушного такси. Порт приписки — Люксембург-Финдел.
Флот авиакомпании состоит из двух разных самолётов: Cessna 560XL Citation XLS (бортовой номер LX-INS), постоянно имеющаяся в наличии, и Gulfstream 450, подаваемый к полётам по запросу.